# Juan Leiva
Juan Andrés Leiva Mieres (Chillán, Chile, 11 de noviembre de 1993) es un futbolista chileno. Su posición es volante central, aunque en sus inicios lo hizo como mediocampista mixto, extremo izquierdo o mediapunta en O'Higgins de la Primera División de Chile.

## Trayectoria

### Deportes Concepción
Comenzó su carrera futbolística en Deportes Concepción, donde se convierte en el jugador con mayor proyección de dicho equipo, siendo fichado por el club Universidad de Chile.

### Universidad de Chile
Fue traspasado después de su paso en Deportes Concepción a Universidad de Chile, para disputar el Torneo de Clausura 2016-17 bajo las órdenes de Ángel Guillermo Hoyos. Con el club ganó su primer título nacional en Chile, tras coronarse campeón en el Torneo de Clausura 2017.

### Unión La Calera
Para la temporada 2019, Leiva se convirtió en la gran figura de Unión La Calera, jugando la mayoría de los partidos de las temporadas 2019 y 2020, llegando a ser subcampeón en la última temporada.

### Universidad Católica
Luego de su paso por Unión La Calera, Universidad Católica fichó a Leiva por la compra del 50% de su pase para disputar las próximas tres temporadas con una renovable con elenco cruzado. El 21 de marzo de 2021, junto al cuadro cruzado se coronó campeón de la Supercopa 2020, tras ganarle a Colo Colo por 4 a 2. A finales de ese año, disputó con el club la final de la Supercopa 2021 frente a Ñublense, pese a ser expulsado en el encuentro, la UC se coronó en tanda de penales tricampeón de está competencia. También la institución se coronó tetracampeón del torneo nacional, tras ganar las ediciones 2018, 2019, 2020 y 2021, Leiva formó parte del último torneo y esta nueva estrella se convirtió en su tercer título con la franja.

## Estadísticas

### Clubes
| Club                         | Div.          | Temporada     | Liga  | Liga  | Liga   | Copas nacionales | Copas nacionales | Copas nacionales | Torneos internacionales | Torneos internacionales | Torneos internacionales | Total | Total | Total  |
| Club                         | Div.          | Temporada     | Part. | Goles | Asist. | Part.            | Goles            | Asist.           | Part.                   | Goles                   | Asist.                  | Part. | Goles | Asist. |
| ---------------------------- | ------------- | ------------- | ----- | ----- | ------ | ---------------- | ---------------- | ---------------- | ----------------------- | ----------------------- | ----------------------- | ----- | ----- | ------ |
| Deportes Concepción · Chile  | 2.ª           | 2011          | 1     | 0     | 0      | 4                | 0                | 2                | —                       | —                       | —                       | 5     | 0     | 2      |
| Deportes Concepción · Chile  | 2.ª           | 2012          | 3     | 0     | 0      | 3                | 0                | 0                | —                       | —                       | —                       | 6     | 0     | 0      |
| Deportes Concepción · Chile  | 2.ª           | 2013          | —     | —     | —      | —                | —                | —                | —                       | —                       | —                       | 0     | 0     | 0      |
| Deportes Concepción · Chile  | 2.ª           | 2013-14       | 34    | 0     | 4      | 7                | 0                | 3                | —                       | —                       | —                       | 41    | 0     | 7      |
| Deportes Concepción · Chile  | 2.ª           | 2014-15       | 37    | 9     | 6      | 4                | 3                | 0                | —                       | —                       | —                       | 41    | 12    | 6      |
| Deportes Concepción · Chile  | 2.ª           | 2015-16       | 28    | 11    | 2      | 6                | 0                | 0                | —                       | —                       | —                       | 34    | 11    | 2      |
| Deportes Concepción · Chile  | Total club    | Total club    | 103   | 20    | 12     | 24               | 3                | 5                | 0                       | 0                       | 0                       | 127   | 23    | 17     |
| Universidad de Chile · Chile | 1.ª           | 2016-17       | 14    | 1     | 4      | 4                | 0                | 1                | —                       | —                       | —                       | 18    | 1     | 5      |
| Universidad de Chile · Chile | Total club    | Total club    | 14    | 1     | 4      | 4                | 0                | 1                | 0                       | 0                       | 0                       | 18    | 1     | 5      |
| Audax Italiano · Chile       | 1.ª           | 2017          | 13    | 1     | 1      | 4                | 3                | 0                | —                       | —                       | —                       | 17    | 4     | 1      |
| Audax Italiano · Chile       | 1.ª           | 2018          | 14    | 0     | 1      | 8                | 0                | 1                | —                       | —                       | —                       | 22    | 0     | 2      |
| Audax Italiano · Chile       | Total club    | Total club    | 27    | 1     | 2      | 12               | 3                | 1                | 0                       | 0                       | 0                       | 39    | 4     | 3      |
| Unión La Calera · Chile      | 1.ª           | 2019          | 24    | 2     | 1      | 6                | 1                | 0                | 4                       | 0                       | 0                       | 34    | 3     | 1      |
| Unión La Calera · Chile      | 1.ª           | 2020          | 32    | 5     | 1      | —                | —                | —                | 5                       | 1                       | 0                       | 37    | 6     | 1      |
| Unión La Calera · Chile      | Total club    | Total club    | 56    | 7     | 2      | 6                | 1                | 0                | 9                       | 1                       | 0                       | 71    | 9     | 2      |
| Universidad Católica · Chile | 1.ª           | 2020          | —     | —     | —      | 1                | 0                | 0                | —                       | —                       | —                       | 1     | 0     | 0      |
| Universidad Católica · Chile | 1.ª           | 2021          | 26    | 1     | 0      | 5                | 0                | 0                | 8                       | 0                       | 0                       | 39    | 1     | 0      |
| Universidad Católica · Chile | 1.ª           | 2022          | 21    | 1     | 0      | 1                | 0                | 0                | 4                       | 0                       | 0                       | 26    | 1     | 0      |
| Universidad Católica · Chile | Total club    | Total club    | 47    | 2     | 0      | 7                | 0                | 0                | 12                      | 0                       | 0                       | 66    | 2     | 0      |
| Ñublense · Chile             | 1.ª           | 2023          | 0     | 0     | 0      | 0                | 0                | 0                | —                       | —                       | —                       | 0     | 0     | 0      |
| Ñublense · Chile             | Total club    | Total club    | 0     | 0     | 0      | 0                | 0                | 0                | 0                       | 0                       | 0                       | 0     | 0     | 0      |
| Cobreloa · Chile             | 1.ª           | 2024          | 0     | 0     | 0      | 0                | 0                | 0                | —                       | —                       | 0                       | 0     | 0     |        |
| Cobreloa · Chile             | Total club    | Total club    | 0     | 0     | 0      | 0                | 0                | 0                | 0                       | 0                       | 0                       | 0     | 0     | 0      |
| Total carrera                | Total carrera | Total carrera | 247   | 31    | 20     | 53               | 7                | 7                | 21                      | 1                       | 0                       | 322   | 39    | 27     |
| 1. 2. 3.                     |               |               |       |       |        |                  |                  |                  |                         |                         |                         |       |       |        |

### Resumen estadístico
| Competición               | Partidos | Goles | Asistencias |
| ------------------------- | -------- | ----- | ----------- |
| Primera División de Chile | 144      | 11    | 8           |
| Primera B de Chile        | 103      | 20    | 12          |
| Copa Chile                | 50       | 7     | 6           |
| Supercopa de Chile        | 3        | 0     | 1           |
| Copa Libertadores         | 12       | 0     | 0           |
| Copa Sudamericana         | 9        | 1     | 0           |
| Total                     | 322      | 39    | 27          |

### Tripletes
| Partidos en los que anotó tres o más goles | Partidos en los que anotó tres o más goles | Partidos en los que anotó tres o más goles | Partidos en los que anotó tres o más goles | Partidos en los que anotó tres o más goles | Partidos en los que anotó tres o más goles | Partidos en los que anotó tres o más goles |
| N.º                                        | Fecha                                      | Estadio                                    | Partido                                    | Goles                                      | Resultado                                  | Competición                                |
| ------------------------------------------ | ------------------------------------------ | ------------------------------------------ | ------------------------------------------ | ------------------------------------------ | ------------------------------------------ | ------------------------------------------ |
| 1                                          | 22 de mayo de 2014                         | Huachipato-CAP Acero, Talcahuano           | Huachipato - Deportes Concepción           |                                            | 5 - 4                                      | Copa Chile 2014-15                         |
| 2                                          | 7 de diciembre de 2014                     | Municipal de Hualpén, Hualpén              | Deportes Concepción - Everton              |                                            | 4 - 3                                      | Primera B de Chile 2014-15                 |
| 3                                          | 4 de noviembre de 2015                     | Huachipato-CAP Acero, Talcahuano           | Deportes Concepción - Ñublense             |                                            | 5 - 2                                      | Primera B de Chile 2015-16                 |
| 4                                          | 22 de julio de 2017                        | Municipal de La Florida, La Florida        | Audax Italiano - AC Barnechea              |                                            | 4 - 1                                      | Copa Chile 2017                            |

## Palmarés

### Títulos nacionales
| Título             | Equipo               | País  | Año    |
| ------------------ | -------------------- | ----- | ------ |
| Primera División   | Universidad de Chile | Chile | 2017-C |
| Supercopa de Chile | Universidad Católica | Chile | 2020   |
| Supercopa de Chile | Universidad Católica | Chile | 2021   |
| Primera División   | Universidad Católica | Chile | 2021   |

### Distinciones individuales
| Distinción                                        | Año  |
| ------------------------------------------------- | ---- |
| Parte del Equipo Ideal de El Gráfico Chile - ANFP | 2020 |